# Ellie (The Last of Us)
Ellie är en fiktiv datorspelsfigur i datorspelet The Last of Us från 2013, och huvudpersonen i datorspelet The Last of Us Part II. I det första spelet får figuren Joel i uppdrag att eskortera Ellie genom ett post-apokalyptiskt USA i ett försök att skapa ett potentiellt botemedel mot en svampsmitta som Ellie är immun mot. Hennes röst görs av Ashley Johnson, som också gjorde figurens rörelser via motion capture-teknik. Medan spelarna tar kontroll över Ellie under en kort del av spelet, styrs Ellies handlingar av datorspelets artificiella intelligens, där hon ofta hjälper figuren Joel i strider genom att attackera eller identifiera fiender. Ellie återkommer som den enda spelbara figuren i den nedladdningsbara episoden The Last of Us: Left Behind, där hon tillbringar tid med sin bästa vän Riley. Ellie är också huvudpersonen i serietidningsserien The Last of Us: American Dreams, där hon blir vän med Riley och har sitt första möte med rebellgruppen Eldflugorna.
Ellie skapades av Neil Druckmann, creative director och författaren bakom The Last of Us. Druckmann inspirerades av en stum figur som föreslogs till Uncharted 2: Among Thieves och skapade Ellie som en stark kvinnlig figur med en nära relation till Joel. Under spelets utveckling fokuserades det på förhållandet mellan Ellie och Joel, där alla andra element utvecklades runt det. Johnson inspirerade flera aspekter av Ellies personlighet, vilket fick Druckmann att göra henne mer aktiv i att strida mot fiender. Naughty Dog gjorde även om Ellies utseende under utvecklingen av spelet för att hon skulle efterlikna Johnson. Dock har jämförelser också gjorts med skådespelaren Elliot Page.
Figuren har fått ett starkt bemötande av recensenter, där Ellies förhållande med Joel fick mest beröm. Ellie har även fått beröm för sin styrka och komplexitet, i kombination med figurens undergrävande av tropen dam i nöd. Ellies roll i Left Behinds berättelse har fått kommentarer från datorspelsbranschen, vars respons kretsade kring en scen som skildrade HBTQ-teman. Både figuren och Johnsons prestation har fått flera utmärkelser och nomineringar, och har regelbundet placerats högt upp i omröstningar och listor.

## Koncept och utveckling

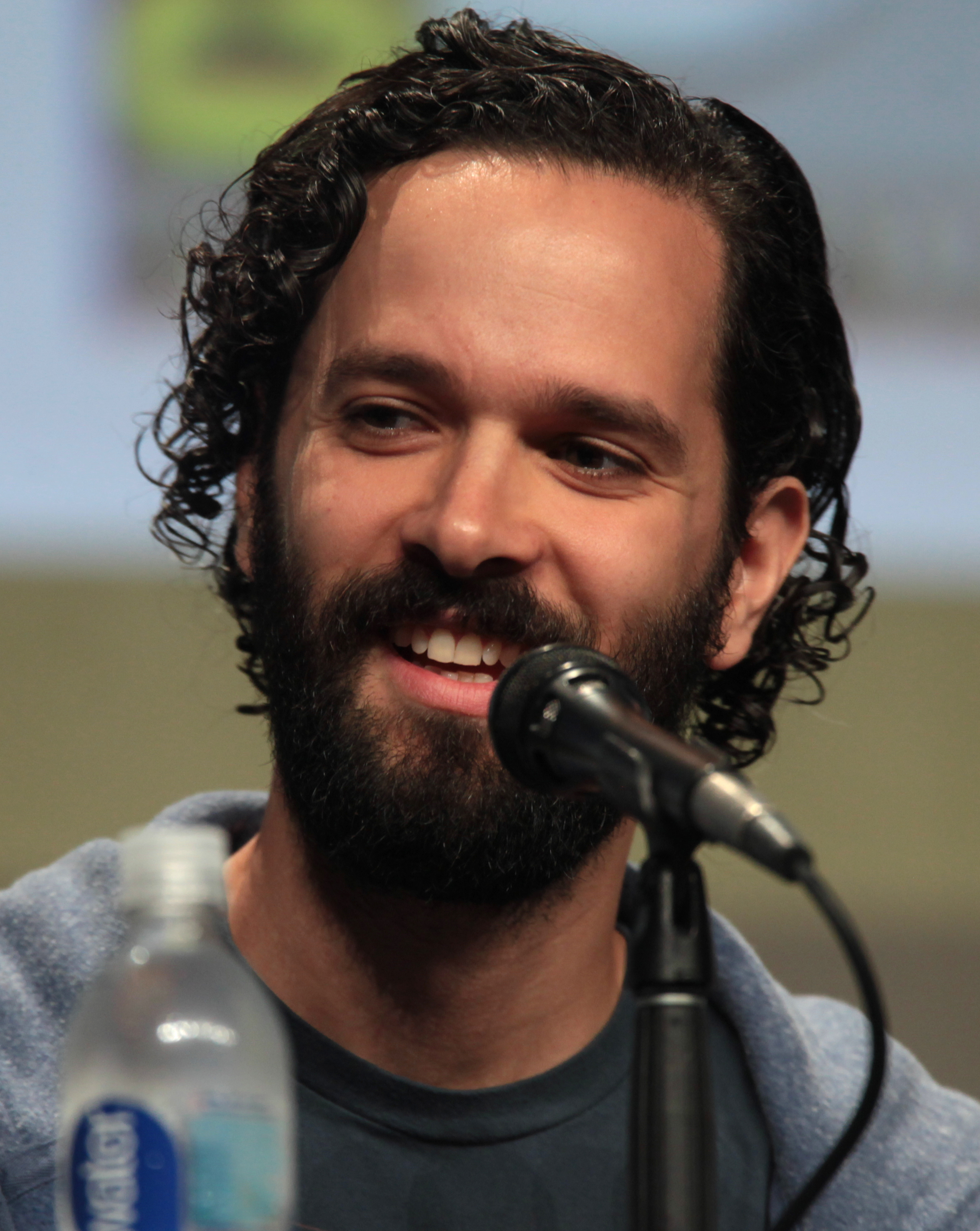
Neil Druckmann, författaren och creative director bakom The Last of Us.

Creative director Neil Druckmann skapade Ellie som en motsvarighet till Joel, den spelbara protagonisten i The Last of Us. Hon hade även som avsikt att visa att ett förhållande mellan datorspelsfigurer kan skapas helt och hållet genom spelupplägget. Druckmann beskrev spelet som en ungdomsberättelse för Ellie, där hon antar en överlevandes karaktärsdrag. Ashley Johnson valdes ut för att porträttera Ellie i The Last of Us strax efter hennes provspelningar; utvecklingslaget ansåg att hon passade in i rollen, i synnerhet när hon skådespelar tillsammans med Troy Baker, som spelar rollen som Joel. Johnson gjorde viktiga bidrag till utvecklingen av Ellie som figur; hon övertygade Druckmann att ge Ellie en mer självständig personlighet, och att göra henne mer framgångsrik under strider. Figurernas framträdanden spelades oftast in med motion capture-teknik; omkring 85 % av spelets animationer registrerades med hjälp av motion capture, och resterande ljudelement spelades senare in i en studio. När Johnson skildrade Ellie stod hon inför obehag när de spelade in vissa "störande" scener. Hon var glad att få spela rollen, vilken hon ansåg var ett sällsynt exempel på en stark kvinnlig datorspelsfigur.
Utvecklingslaget ansåg att det var "kritiskt" att upprätta Ellies utseende; de ansåg att hon behövde se tillräckligt ung ut för att göra hennes relation med Joel – som är runt 40-årsåldern – trovärdig, men tillräckligt gammal för att kunna betraktas som en påhittig tonåring kapabel till att överleva. En ny design av Ellies fysiska utseende offentliggjordes i maj 2012. Druckmann konstaterade att anledningen till förändringen var att få henne mer lik Johnson. Innan detta hade flera personer gjort jämförelser mellan Ellie och skådespelaren Elliot Page. I juni 2013 anklagade Page Naughty Dog för att ha "kopierat [hennes] utseende". Arbetslaget ansåg att Ellie var viktigt för spelets marknadsföring; Druckmann sade att när han uppmanades att flytta bilden av Ellie från framsidan av spelets förpackning till baksidan, "protesterade alla på Naughty Dog rakt ut".

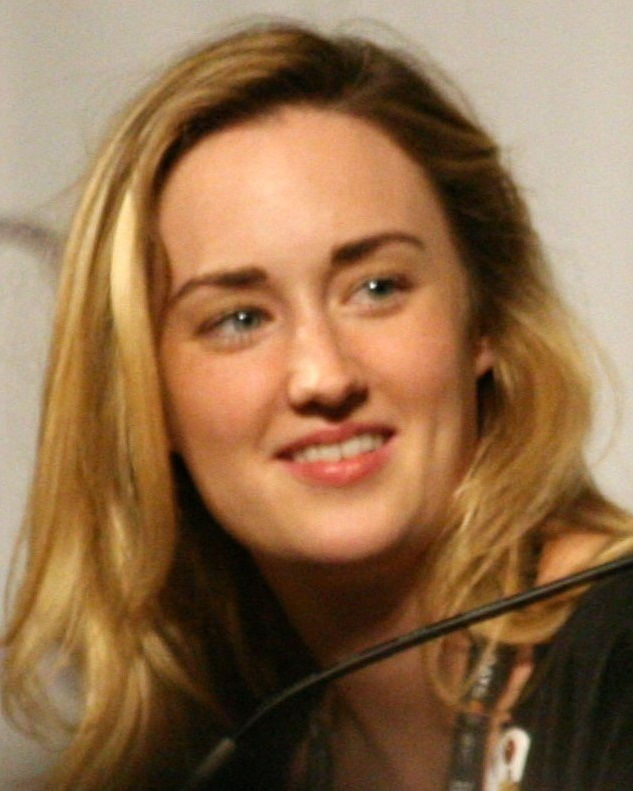
Skådespelerskan Ashley Johnson gav rösten till Ellie i The Last of Us.

När Druckmann fick frågan om inspirationen till Ellie som en spelfunktion, refererade han till den tid när han och spelregissören Bruce Straley brainstormade idéer till Uncharted 2: Among Thieves (2009). En av deras idéer var en kort sekvens med en kvinnlig stum figur vars roll var att kalla på Nathan Drake, huvudpersonen i Uncharted-serien, och följa efter honom under hela sekvensen. Druckmann ansåg att detta skapade ett "vackert" förhållande tack vare spelupplägget. Trots att detta koncept skrotades för Uncharted 2, hade tanken dykt upp på nytt när utvecklarna diskuterade ett nytt projekt, vilket i slutändan inspirerande honom till figuren Ellie. Tillkomsten av Ellie som en AI-kontrollerad figur krävde betydande gränsöverskridning av spelmotorn. Arbetslaget lade till en funktion där Ellie är i Joels omedelbara närhet, för att undvika att hon betraktas som en "börda" av spelarna. Programmeraren Max Dyckhoff konstaterade att när de arbetade på Ellies artificiella intelligens (AI), föreställde han hennes erfarenheter under spelets händelser i ett försök att kunna uppnå realism. Druckmann kände sig också inspirerad av de krig som ägde rum i Syrien och Afghanistan när han skapade Ellie. Han ansåg att konflikter var något närvarande för barnen i dessa länder, vilket påminner om Ellies uppfattning. Under vintersegmentet i spelet kan spelarna ta kontrollen över Ellie. Utvecklarna såg till att denna förändring, liksom vetskapen om Ellies immunitet, hölls hemlig innan spelets lansering, i syfte att överraska spelarna.

## Kännetecken
Ellie kännetecknas av sitt ruffiga och röriga utseende och beteende, liksom hennes känslomässiga trauman, efter hennes konfrontation med banditen David. Efter att ha förlorat många människor i hennes liv, lider hon av svår monofobi och överlevnadsskuld. Detta resulterar i att hon under spelets gång blir en mycket härdad person; hon använder våld utan att tveka och använder svordomar upprepade gånger. Ellie betraktar också sig själv som värdelös, då hon tror att hennes liv är en börda och hennes död skulle vara fördelaktigt för andra. Samtidigt som hon visar handlingskraft är hon inte lika skicklig på att överleva som Joel då hon uppträder något impulsivt och naivt, och saknar förmågan att kunna simma. Trots detta uppvisar hon en stor fysisk motståndskraft, emotionell styrka och fullständig djärvhet, vilket framgår av hennes förmåga att ta hand om sig själv och Joel när han är allvarligt skadad, samt hennes ständiga uthållighet när hon under resans gång hamnar i flera ödesdigra situationer. Efter lanseringen av Left Behind, där Ellie kysser hennes bästa vän Riley, konstaterade Druckmann att han skrev Ellie som en homosexuell figur, men föredrog att lämna hennes sexualitet öppet för spelarens tolkning.

## Framträdanden
Ellie förlorade sin mor vid födseln och växte upp på ett barnhem. Hon kom senare till en militär internatskola i Bostons karantänzon, där hon blev vän med Riley Abel, en rebell som beskyddade henne från mobbare, vilket skildras i serietidningsserien The Last of Us: American Dreams. Under händelserna i Left Behind, som äger rum flera veckor före början av The Last of Us, återvänder Riley till Ellie efter en lång tids frånvaro och talar om för henne att hon har anslutit sig till Eldflugorna, en revolutionär milisgrupp. Medan de spenderar sin tid i ett övergivet köpcentrum nära karantänzonen, avslöjar Riley att hon är på väg att skickas till en annan stad, och Ellie stöder med tvekan hennes beslut. När Ellie ber Riley att stanna, beslutar sig Riley för att överge Eldflugorna. Som svar ger Ellie henne en impulsiv kyss, som Riley besvarar. De smittade dras till av ljuden av deras aktiviteter och börjar jaga Ellie och Riley. De försöker fly men båda blir bitna. De överväger att begå självmord, men väljer att spendera sina sista timmar tillsammans. Men Ellie överlever sin smitta och söker hjälp hos Marlene, Eldflugornas ledare, som går med på att eskortera Ellie för att hitta ett botemedel på grund av hennes immunitet. Marlene blir senare sårad, och i början av The Last of Us ger hon Joel uppdraget att eskortera Ellie.
Ellie blir inledningsvis irriterad av Joels tysta medgivande, men känner senare en stark anknytning till honom. Men när hon får vetskap om att han har för avsikt att överlämna henne till sin bror Tommy och återvända till Boston, springer hon iväg och konfronterar senare Joel, där hon kräver att han inte skall överge henne. Detta stärker bandet mellan dem, och de fortsätter på sin resa. Efter att ha upplevt en traumatiserande konfrontation under vintern, där Ellie nästan blir våldtagen och mördad av ett gäng kannibaler och deras ledare David, blir hon tillbakadragen och introvert. När Joel till sist för henne till Eldflugorna, uppdagas det att en operation på Ellie krävs för att avlägsna mutantstammen av de Cordyceps-svampar som växer på hennes hjärna. Dessa kan användas för att skapa ett vaccin men operationen kommer sannolikt att döda henne. Medan hon förbereds för operation, dödar Joel Marlene och Eldflugorna och tar sig till operationsrummet, och för Ellie i säkerhet. Då hon var medvetslös under striden, är Ellie omedveten om vad som hade hänt. När de lämnar sjukhuset, ljuger Joel för henne om händelserna, och talar om för henne att Eldflugorna hade hittat många andra personer, och hade slutat leta efter ett botemedel. När Ellie senare konfronterar honom, där hon erkänner sin överlevnadsskuld och kräver att få veta sanningen, försäkrar Joel henne om att han talar sanning, vilket hon besvarar med "Okay".
Under Playstation Experience den 3 december 2016 tillkännagavs att en uppföljare med titeln The Last of Us Part II var under tidig utveckling. Spelets första trailer avslöjade att Ellie och Joel skulle återvända, och att berättelsen skulle utspela sig fem år efter det första spelet; Ellie kommer fylla 19 år i spelet, och har bekräftats vara spelets spelbara protagonist.

## Mottagande
Ellie som figur har fått mestadels positiva omdömen. Jason Killingsworth från Edge berömde Ellies komplexitet och lovordade Naughty Dog för att inte ha gjort henne till "en underordnad... brådmogen tonårig flicka som Joel måste sitta barnvakt till". Ashley Reed och Andy Hartup från Gamesradar kallade Ellie för en av de "mest inspirerande kvinnliga figurerna i spel", och skrev att hon är "en av de mest moderna, realistiska figurerna som någonsin skapats". Ellie Gibson från Eurogamer berömde figurens styrka och sårbarhet, och lovordade spelets underminering av tropen dam i nöd. Gamesradar listade Ellie bland de bästa figurerna i den sjunde konsolgenerationen och påstår att hennes mod överstiger de flesta manliga figurerna. Greg Miller från IGN jämförde Ellie med karaktären Elizabeth från Bioshock Infinite (2013), och ansåg att den förra var en "mycket mer välgrundad och fullfjädrad" figur. Kimberley Wallace från Game Informer ansåg tvärtom att spelet fokuserade för mycket på Joel, och "utnyttjade knappast Ellies betydelse". Chris Suellentrop från The New York Times bedömde att Ellie fick "en sekundär och mer underordnad roll".
Recensenterna berömde förhållandet mellan Ellie och Joel. Matt Helgeson från Game Informer skrev att förhållandet var "gripande" och "välskrivet", Richard Mitchell från Joystiq ansåg att det var "äkta" och känslomässigt, och Colin Moriarty från IGN betraktade det som en höjdpunkt i spelet. Oli Welsh från Eurogamer ansåg att figurerna utvecklades med "riktigt tålamod och skicklighet". Philip Kollar från Polygon ansåg att förhållandet bistods av spelets valfria samtal. Wallace från Game Informer kallade Joel och Ellie för en av "2013 års bästa spelduos", och uppskattade deras intresse av att beskydda varandra. Kyle Hilliard från Game Informer jämförde Joel och Ellies förhållande till det mellan prinsen och Elika i Prince of Persia (2008). Han skrev att båda teamen bryr sig mycket om varandra, och berömde det "emotionella crescendot" i The Last of Us, som han bedömde inte hade uppnåtts i Prince of Persia. David Meikleham från Playstation Official Magazine beskrev Joel och Ellie som de bästa figurerna i ett Playstation 3-spel.
Efter lanseringen av The Last of Us: Left Behind, fick Ellies relation med Riley särskilt beröm av recensenter. Tom McShea från Gamespot kände en ny uppskattning för Ellie genom hennes handlingar runt Riley. Tim Martin från The Daily Telegraph berömde figurernas interaktioner, och Stace Harman från Eurogamer ansåg att Left Behind förbättrar förståelsen av Joel och Ellies förhållande. Kirk Hamilton från Kotaku beskrev Ellie och Rileys kyss som "datorspelandets senaste genombrott", och förklarade det som "en stor grej". Keza MacDonald från IGN skrev att kyssen var "så vacker och naturlig och rolig att [hon] lämnades stum". Lukas Karmali från IGN ifrågasatte Naughty Dogs motivering till kyssen, och noterade att de fick spelarna att bry sig om figuren innan de avslöjade hennes sexualitet, men i slutändan avfärdade han detta och lovordade deras skildring av Ellies sexualitet och subtiliteten i spelets manus.
Ellie som figur har vunnit flera utmärkelser, bland annat utmärkelsen "Bästa nya figur" från Hardcore Gamer och "Mest värdefulla figur" på SXSW Gaming Awards för Left Behind; hon fick också en nominering för "Bästa figur" från Destructoid. Ashley Johnsons prestation fick också olika utmärkelser: utmärkelsen "Performer" under de tionde och elfte upplagorna av British Academy Video Games Awards, "Enastående figurprestation" under det sjuttonde årliga DICE Awards, "Bästa röstskådespelerska" på Spike VGX 2013, och "Best Performer" från The Daily Telegraph.